# Clandestino (álbum de Manu Chao)
Clandestino (con el subtítulo en portada de Esperando la última ola...) es el primer álbum en solitario del músico francoespañol Manu Chao, publicado el 6 de octubre de 1998, por su disquera Virgin.
Las letras son interpretadas en idioma español, francés, portugués, gallego e inglés. El álbum contiene muchas frases cortas, dos de los cuales son fragmentos de un discurso del Subcomandante Marcos. El disco resultó ser muy exitoso y fue certificado disco de diamante (más de un millón de copias vendidas).
En el 2020 el álbum fue incluido en la lista de los 500 mejores álbumes de todos los tiempos, de la revista Rolling Stone, ocupando el puesto 469.

## Antecedentes
Manu Chao se separó de su banda Mano Negra, y decidió emprender una carrera en solitario en 1995.

## Grabación y lanzamiento
Manu grabó el álbum en varios lugares del mundo en su estudio portátil. Contó con la participación de varios músicos locales de los lugares que visitaba. Finalmente fue lanzado el 6 de octubre de 1998.

### Contenido
Este primer esfuerzo en solitario transporta a un encantador viaje por un potpurrí de sonidos característicos de América Latina que van desde la salsa, rock, pop francés, rock experimental y tecno. Casi todas las canciones tienen de fondo un extraño sampler que suena como estaciones de radio pirata con relatos de partidos de fútbol en portugués y excentricidades de esa índole; y las letras son interpretadas tanto en idioma español, como en francés, portugués e inglés.
Sin altibajos ni pausa entre ellas, las canciones ―bellas e inmensas en su sencillez― se suceden de manera extraordinariamente natural, como si no pudiera ser de otro modo, justamente porque no puede ser, porque la amargura de «Desaparecido» y «Mentira» (con el sample de «Llorona») reciben el tratamiento musical que precisan, porque «Welcome to Tijuana» es la agridulce fiesta fronteriza que has soñado, porque «Lágrimas de oro» pide ese guaguancó, porque en «Minha galera» están las calles de Río pero no las del carnaval.
Porque «Clandestino» es la primera obra maestra de un Manu Chao inspirado, emocionante y maduro, que escribe y canta con conocimiento de causa, con el dolor y la pena (por los demás) muy dentro, y el amor en la piel.

## Recepción
Es una de las producciones musicales francesas más vendidas del mundo. Sobre todo en América Central y del Sur donde Clandestino fue un gran éxito. Además, el álbum alcanzó el disco de platino en España y fue certificado disco de oro en Alemania. Tiene el número 862 en la lista 1001 discos que hay que escuchar antes de morir y el número 67 (de 100) en la lista Los mejores álbumes de rock francés por la edición francesa de la revista Rolling Stone.

## Reedición
El 29 de julio de 2019, Manu Chao lanzó el sencillo Bloody Border, y anunció una reedición de Clandestino. 30 de agosto de 2019, el músico publicó la reedición llamada "Clandestino / Bloody Border" que consiste en el álbum original de 1998 y tres temas inéditosː Bloody Border, Roadies Rules y una nueva versión de Clandestino, con la cantante Calypso Rose
La portada tiene como novedad la inclusión de la frase Bloody Border del mismo color del nombre del artista (verde marino), debajo del subtítulo "... esperando la última ola".
La canción Bloody Border aborda el tema de la migración, inspirado por el problema de Trump con los inmigrantes mexicanos. Por su parte Roadies Rules es un tema grabado en las sesiones de Clandestino.

## Lista de canciones
Todas las canciones escritas y compuestas por Manu Chao, excepto donde se indique. 
| N.º   | Título                                            | Duración |  |
| 1.    | «Clandestino»                                     | 2:30     |  |
| 2.    | «Desaparecido»                                    | 3:47     |  |
| 3.    | «Bongo bong»                                      | 2:38     |  |
| 4.    | «Je ne t'aime plus» (A. Khelifa-Pascal/Manu Chao) | 2:02     |  |
| 5.    | «Mentira...»                                      | 4:37     |  |
| 6.    | «Lágrimas de oro»                                 | 2:57     |  |
| 7.    | «Mama call»                                       | 2:21     |  |
| 8.    | «Luna y Sol»                                      | 3:07     |  |
| 9.    | «Por el suelo»                                    | 2:21     |  |
| 10.   | «Welcome to Tijuana»                              | 4:04     |  |
| 11.   | «Día Luna... día pena»                            | 1:30     |  |
| 12.   | «Malegría»                                        | 2:55     |  |
| 13.   | «La vie à 2»                                      | 3:00     |  |
| 14.   | «Minha galera»                                    | 2:21     |  |
| 15.   | «La despedida»                                    | 3:09     |  |
| 16.   | «El viento»                                       | 2:26     |  |
| 45:47 |                                                   |          |  |

## Músicos
- Manu Chao: música y letras
- Jeff Cahours: trombón
- Antoine Chao: trompeta
- Ángelo Mancini: trompeta
- Anouk: coros
- Awa Touty Wade: coros

## Listas de éxitos
| Lista (1998-).                | Posición máxima |
| ----------------------------- | --------------- |
| Austria (Ö3 Austria)          | 13              |
| Bélgica (Ultratop flamenca)   | 20              |
| Bélgica (Ultratop valona)     | 20              |
| Dinamarca (Hitlisten)         | 29              |
| Francia (SNEP)                | 1               |
| Alemania (Offizielle Top 100) | 14              |
| Italia (FIMI)                 | 20              |
| Países Bajos (Album Top 100)  | 45              |
| Noruega (VG-lista)            | 35              |
| España (PROMUSICAE)           | 80              |
| Suiza (Schweizer Hitparade)   | 9               |

## Certificaciones
| País    | Organismo certificador | Certificación | Ventas certificadas | Ref.   |
| ------- | ---------------------- | ------------- | ------------------- | ------ |
| Uruguay | CUD                    | Oro           | 3 000               | [ 16 ] |

## Producción
- Coproductor: Manu Chao, Renaud Letang
- Diseño: Frank L'Oriou, Manu Chao
- Masterizado: Greg Calbi
- Mezcla: Cedric Champalou
- Fotografía: Youri Lenouette
- Productor de preproducción: Laurent Lupidi